# Mannophryne orellana
Mannophryne orellana é uma espécie de anfíbio anuro da família Dendrobatidae. Está presente na Venezuela. A UICN classificou-a como vulnerável.